# Liste der Biografien/Mens
Liste der Biografien |
Portal Biografien |
Personensuche
# |
A |
B |
C |
D |
E |
F |
G |
H |
I |
J |
K |
L |
M |
N |
O |
P |
Q |
R |
S |
T |
U |
V |
W |
X |
Y |
Z |
?
 
Ma |
Mb |
Mc |
Md |
Me |
Mf |
Mg |
Mh |
Mi |
Mj |
Mk |
Ml |
Mm |
Mn |
Mo |
Mp |
Mq |
Mr |
Ms |
Mt |
Mu |
Mv |
Mw |
Mx |
My |
Mz
 
Mea–Mee |
Mef |
Meg |
Meh |
Mei |
Mej |
Mek |
Mel |
Mem |
Men |
Meo |
Mep |
Mer |
Mes |
Met |
Meu |
Mev |
Mew |
Mex |
Mey |
Mez
 
Mena |
Menc |
Mend |
Mene |
Menf |
Meng |
Menh |
Meni |
Menj |
Menk |
Menl |
Menn |
Meno |
Menr |
Mens |
Ment |
Menu |
Menv |
Menw |
Meny |
Menz
Die Liste der Biografien führt alle Personen auf, die in der deutschsprachigen Wikipedia einen Artikel haben. Dieses ist eine Teilliste mit 135 Einträgen von Personen, deren Namen mit den Buchstaben „Mens“ beginnt.

## Mens
- Mens, Stefan (* 1966), Schweizer Komponist und Musiker

### Mensa
- Mensa Bonsu Kumaa († 1896), Asantehene (Herrscher) des Königreichs Aschanti
- Mensa, Albino (1916–1998), italienischer römisch-katholischer Geistlicher, Erzbischof von Vercelli
- Mensa-Bonsu, Henrietta (* 1957), ghanaische Richterin und Hochschullehrerin
- Mensah Aguadze, Obed, ghanaischer Fußballspieler
- Mensah Larsen, Mads (* 1991), dänischer HandballspielerMads Mensah Larsen (* 1991)

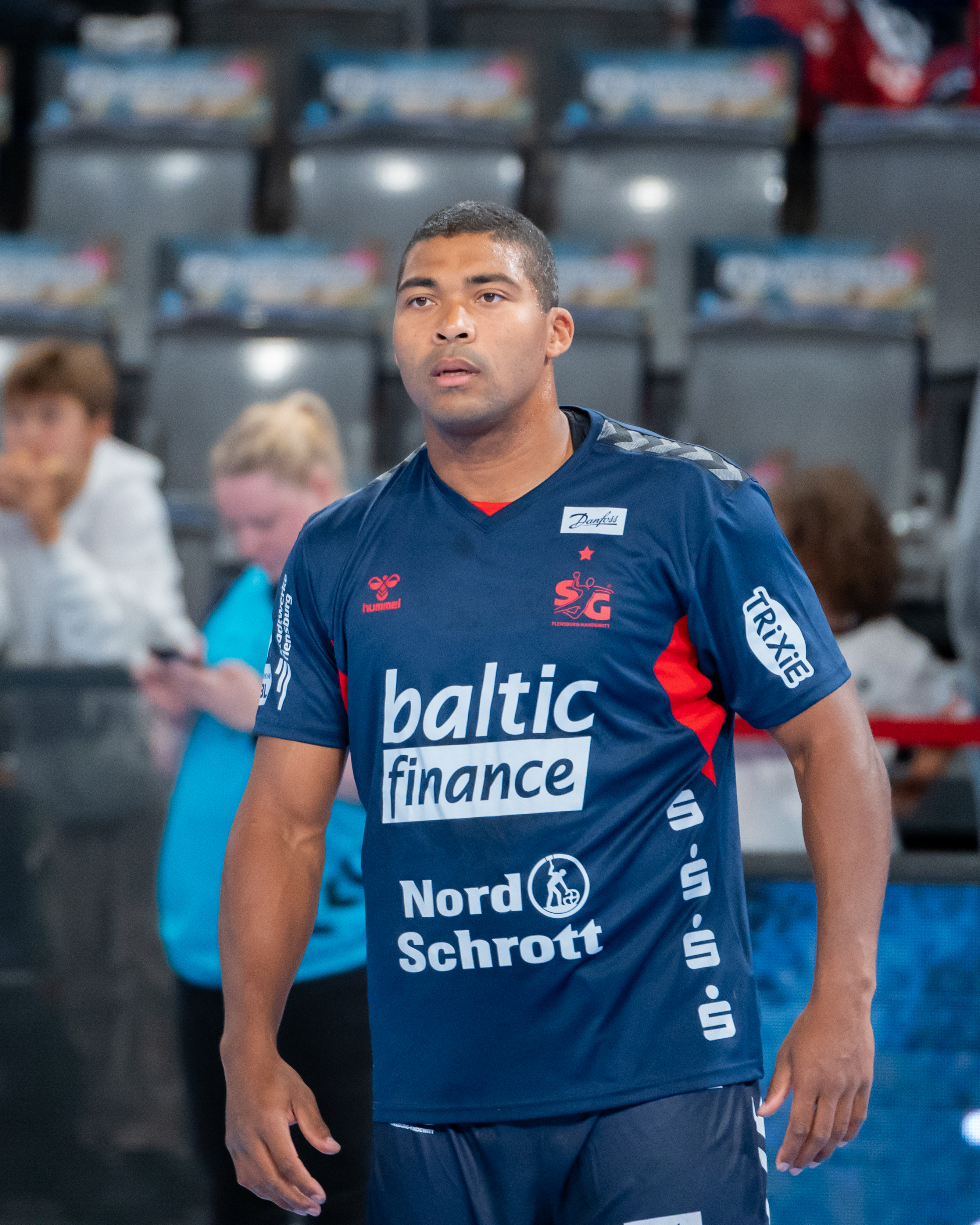
Mads Mensah Larsen (* 1991)

- Mensah, Amewu (* 1977), deutsche Hochspringerin und Klimatologin
- Mensah, Ayaovi (* 1971), togoischer Musiker
- Mensah, Bernard (* 1994), ghanaischer Fußballspieler
- Mensah, Daniel (* 1968), ghanaischer Sargkünstler
- Mensah, Doris, ghanaische Hürdenläuferin
- Mensah, Evans (* 1998), ghanaischer Fußballspieler
- Mensah, Gideon (* 1998), ghanaischer Fußballspieler
- Mensah, James Kwame Bebaako (* 1941), ghanaischer Diplomat
- Mensah, Janet (* 1998), ghanaische Sprinterin
- Mensah, Jeff (* 1992), dänischer Fußballspieler
- Mensah, Jessey (* 2002), österreichischer Footballspieler
- Mensah, John (* 1982), ghanaischer Fußballspieler
- Mensah, Jonathan (* 1990), ghanaischer Fußballspieler
- Mensah, Joseph Henry (1928–2018), ghanaischer Politiker der Goldküste, Senior Minister in Ghana
- Mensah, Kissiwaa (* 2005), britische Sprinterin
- Mensah, Mary (* 1963), ghanaische Sprinterin
- Mensah, Melissa, britisch-US-amerikanische Schauspielerin und ein Model
- Mensah, Paul (* 1999), ghanaischer Fußballspieler
- Mensah, Peter (* 1959), ghanaisch-kanadischer FilmschauspielerPeter Mensah (* 1959)

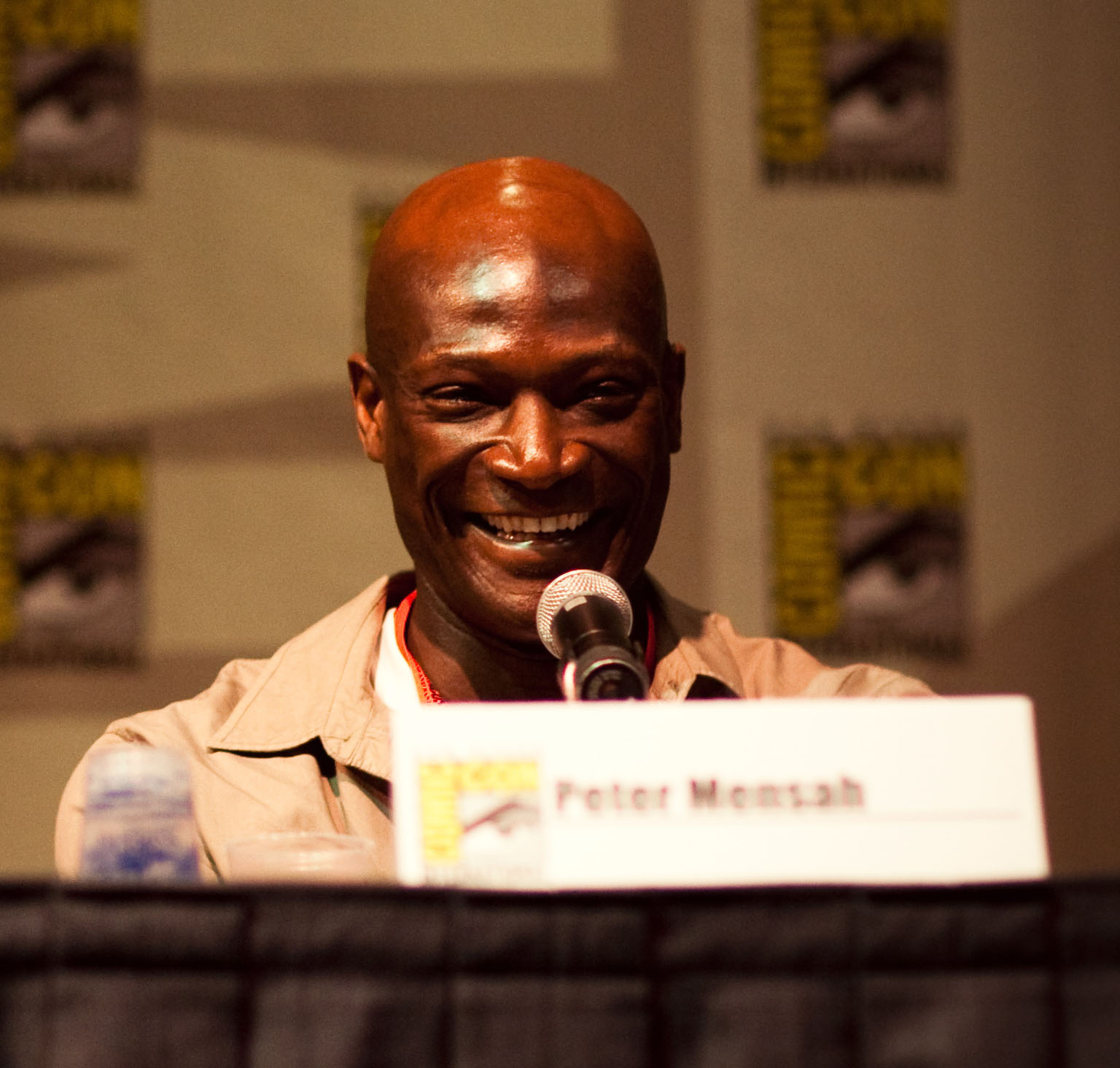
Peter Mensah (* 1959)

- Mensah, Philomena (* 1975), ghanaisch-kanadsche Sprinterin
- Mensah, Priscilla (* 1974), ghanaische Fußballspielerin
- Mensah, Robert (1939–1971), ghanaischer Fußballtorhüter
- Mensah, Ruth (* 1992), deutsch-schweizerische Regisseurin
- Mensah, Stephan (* 2000), deutsch-ghanaischer Fußballspieler
- Mensah, Thomas Aboagye (1932–2020), ghanaischer Jurist und ehemaliger Präsident des Internationalen Seegerichtshofes
- Mensah, Thomas Kwaku (1935–2016), ghanaischer Geistlicher, römisch-katholischer Erzbischof von Kumasi
- Mensah, Tompson (* 1954), togoischer Radrennfahrer
- Mensah, Vincent (1924–2010), beninischer Geistlicher, Bischof von Porto-Novo
- Mensah, Vivian (* 1972), ghanaische Fußballspielerin
- Mensah-Bonsu, Kwabena (* 1944), ghanaischer Diplomat
- Mensah-Bonsu, Pops (* 1983), britischer Basketballspieler
- Mensah-Offei, Nancy (* 1989), österreichische Schauspielerin und Hörspielsprecherin
- Mensah-Schramm, Irmela (* 1945), deutsche Heilpädagogin und Menschenrechtsaktivistin
- Mensah-Stock, Tamyra (* 1992), US-amerikanische Ringerin
- Mensah-Williams, Margaret (* 1961), namibische Politikerin, Vorsitzende des Nationalrates, Diplomatin
- Mensator, Lukáš (* 1984), tschechischer Eishockeytorwart

### Mensc
- Mensch, Arthur (* 1992), französischer Unternehmer und IngenieurArthur Mensch (* 1992)

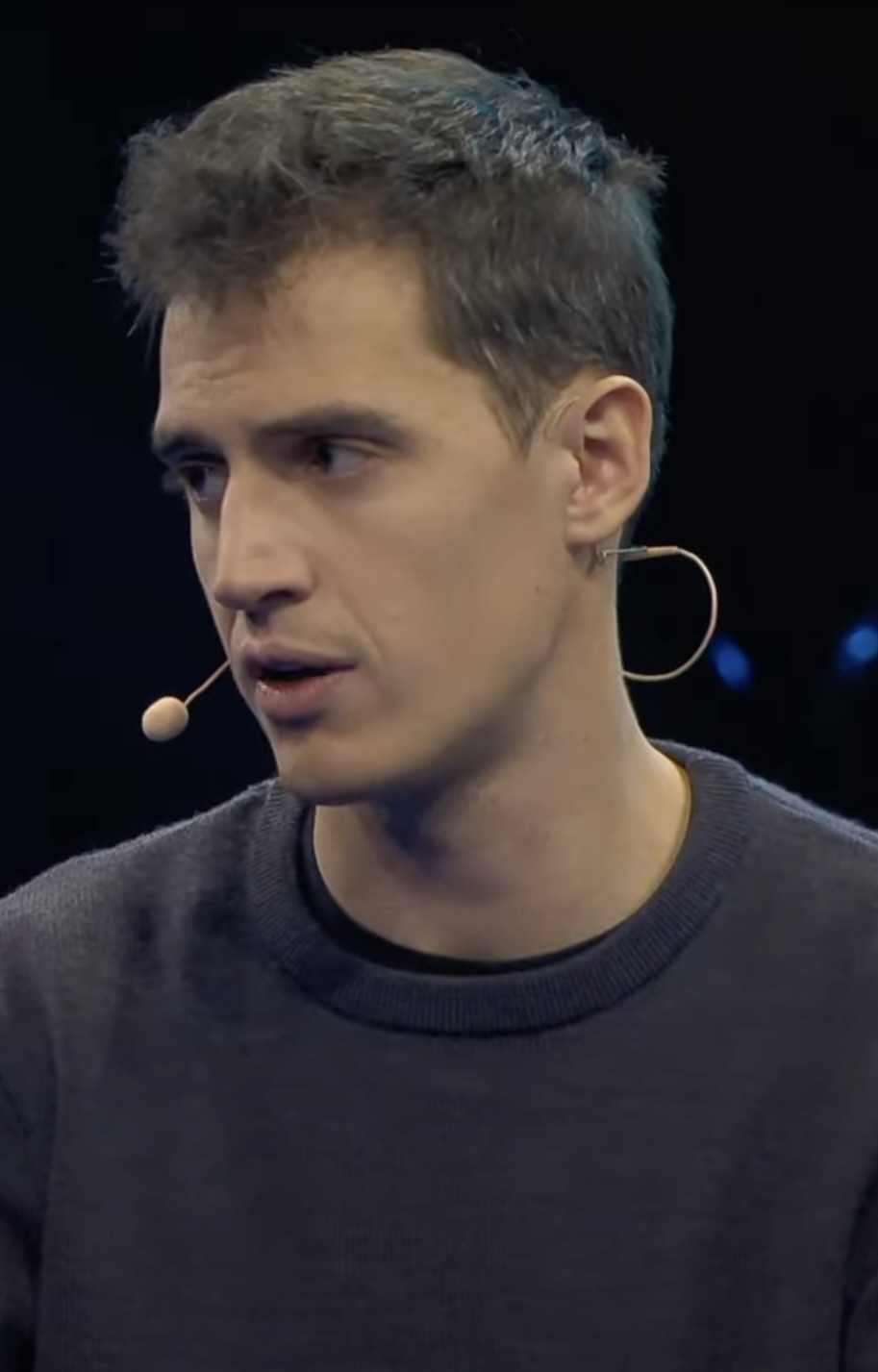
Arthur Mensch (* 1992)

- Mensch, Beate (* 1962), deutsche Gewerkschaftsfunktionärin
- Mensch, Bill (* 1945), US-amerikanischer Elektronik-Ingenieur
- Mensch, Daniël (* 1978), niederländischer Ruderer
- Mensch, Ella (1859–1935), deutsche Schriftstellerin und Pädagogin
- Mensch, Friedrich August von (1798–1881), deutscher Kommerzienrat und Generalkonsul
- Mensch, Gerhard (1880–1940), deutscher Bauingenieur
- Mensch, Gerhard (1937–2021), deutscher Wirtschaftswissenschaftler und Hochschullehrer
- Mensch, Hannelore (* 1937), deutsche Politikerin (SED), Ministerin für Arbeit und Löhne der DDR
- Mensch, Hermann (1831–1914), deutscher Lehrer und Autor
- Menschagin, Boris Georgijewitsch (1902–1984), russischer Jurist und Offizier
- Menschenin, Grigori Walentinowitsch (* 1969), russischer Skilangläufer
- Menschick, Wolfram (1937–2010), deutscher Kirchenmusiker und Komponist von Kirchenmusik
- Menschig, Diana (* 1973), deutsche Schriftstellerin
- Menschig, Markus (* 1967), deutscher Eishockeyspieler
- Menschik, Josef (1902–1980), österreichischer Filmschauspieler, Schauspieler und Operettenbuffo
- Menschik, Jutta (* 1944), österreichische Psychologin und Psychoanalytikerin
- Menschik, Kat (* 1968), deutsche Illustratorin und ZeichnerinKat Menschik (* 1968)

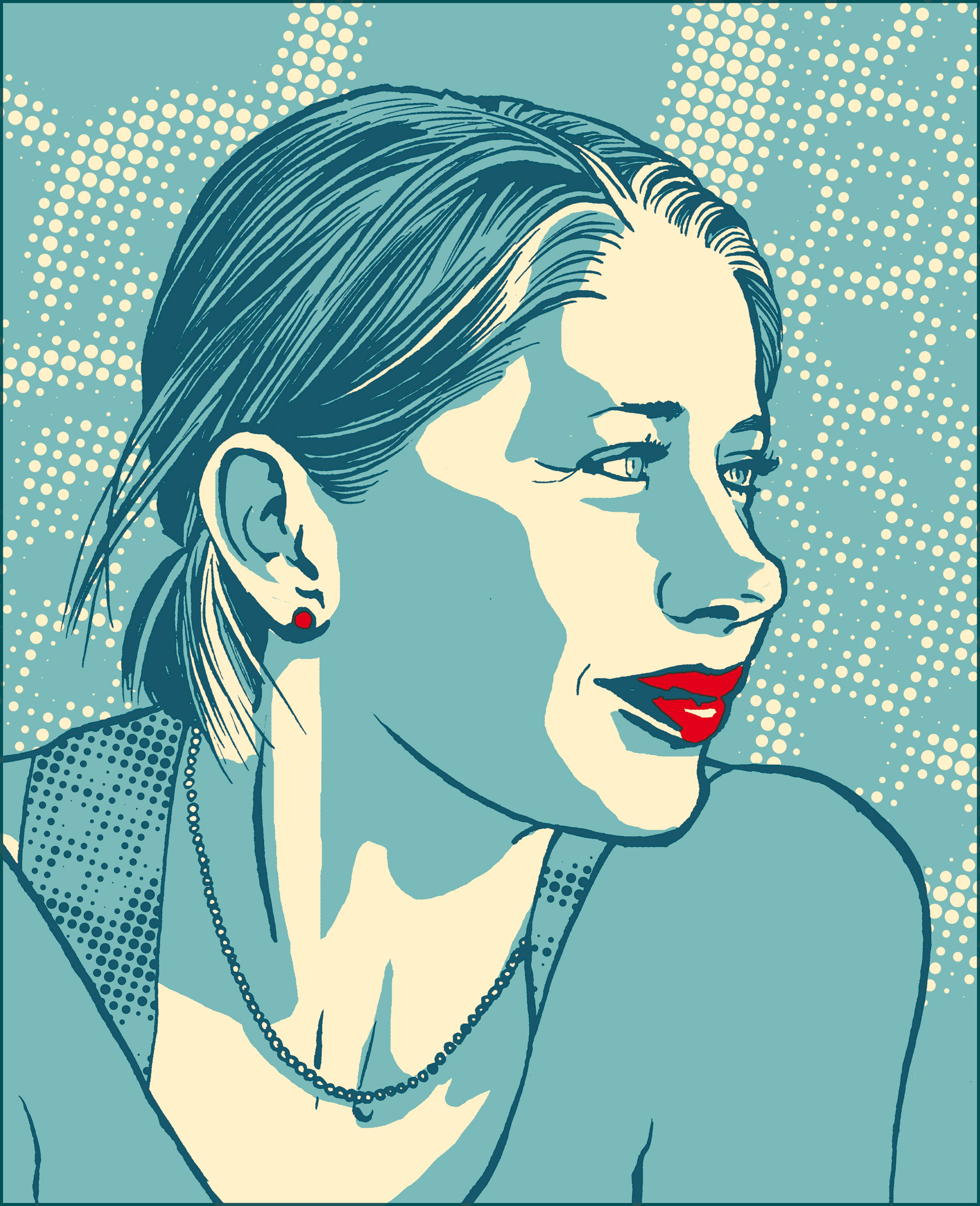
Kat Menschik (* 1968)

- Menschikow, Alexander Danilowitsch (1673–1729), russischer General und StaatsmannAlexander Danilowitsch Menschikow (1673–1729)

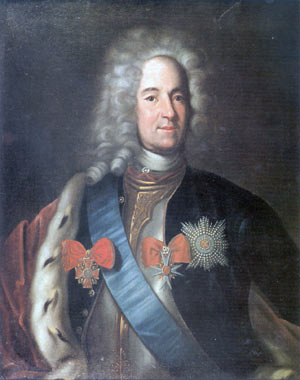
Alexander Danilowitsch Menschikow (1673–1729)

- Menschikow, Alexander Sergejewitsch (1787–1869), russischer Staatsmann
- Menschikow, Alexei Alexejewitsch (* 1984), russischer Eiskunstläufer
- Menschikow, Gawriil Awdejewitsch (1672–1742), russischer Schiffbauer
- Menschikow, Maxim Anatoljewitsch (* 1975), russischer Bogenbiathlet
- Menschikow, Oleg Jewgenjewitsch (* 1960), russischer Filmschauspieler
- Mensching, Adolf (1815–1881), deutscher Anwalt und Publizist, einer der Köpfe der Märzrevolution im Königreich Hannover
- Mensching, Anja (* 1975), deutsche Pädagogi und Hochschullehrerin
- Mensching, Anton (1641–1686), deutscher evangelischer Geistlicher und Autor (VD17)
- Mensching, August Ludwig († 1804), königlich Großbritannischer und Kurfürstlich Braunschweig-Lüneburgischer Hofmedikus
- Mensching, Eckart (1936–2007), deutscher Klassischer Philologe
- Mensching, Friedrich (1874–1934), deutscher Landwirt und Politiker (NSDAP), MdL
- Mensching, Gerhard (1932–1992), deutscher Schriftsteller, Puppenspieler und Germanist
- Mensching, Guido (* 1963), deutscher Romanist
- Mensching, Günther (* 1942), deutscher Philosoph, Professor für Philosophie
- Mensching, Gustav (1901–1978), deutscher vergleichender Religionswissenschaftler; evangelischer Theologe
- Mensching, Heinrich Johann Wilhelm (1866–1942), deutscher Landwirt und Politiker (Wirtschaftspartei)
- Mensching, Herbert (1928–1981), deutscher Schauspieler und Synchronsprecher
- Mensching, Horst (1921–2008), deutscher Geograph
- Mensching, Johann Heinrich († 1815), königlich Großbritannischer und Kurfürstlich Braunschweig-Lüneburgischer Hofmedicus und Landphysicus
- Mensching, Karl-Albrecht (1888–1966), deutscher Generalleutnant im Zweiten Weltkrieg
- Mensching, Steffen (* 1958), deutscher Kulturwissenschaftler, Schriftsteller, Lyriker, Schauspieler und Regisseur
- Mensching, Wilhelm (1719–1798), Feldscher und praktischer Arzt in Boizenburg
- Mensching, Wilhelm (1887–1964), deutscher Pastor
- Menschinski, Wjatscheslaw Rudolfowitsch (1874–1934), sowjetischer Revolutionär und Leiter des sowjetischen Geheimdienstes
- Menschow, Denis Nikolajewitsch (* 1978), russischer RadrennfahrerDenis Nikolajewitsch Menschow (* 1978)

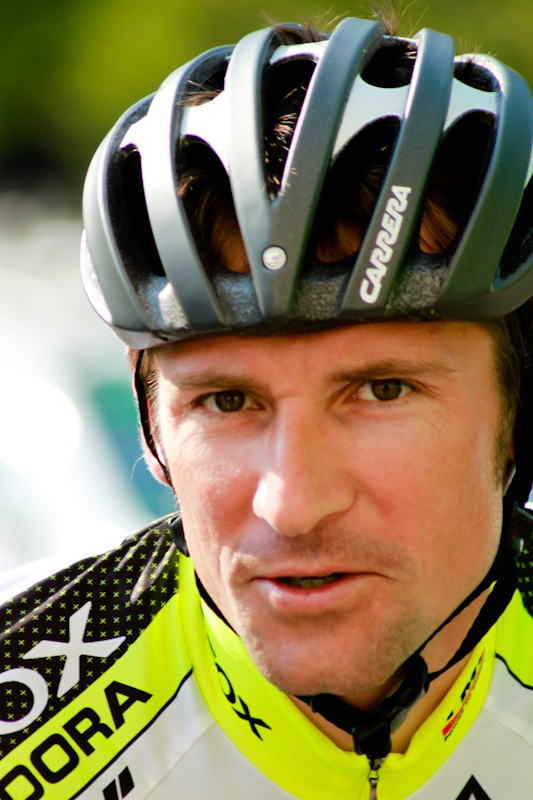
Denis Nikolajewitsch Menschow (* 1978)

- Menschow, Dmitri Jewgenjewitsch (1892–1988), russischer Mathematiker
- Menschow, Konstantin Alexandrowitsch (* 1983), russischer Eiskunstläufer
- Menschow, Wladimir Walentinowitsch (1939–2021), russischer Schauspieler, Regisseur, Filmproduzent und Drehbuchautor
- Menschtschikow, Alexander (* 1974), kasachischer Biathlet
- Menschutkin, Nikolai Alexandrowitsch (1842–1907), russischer Chemiker

### Mensd
- Mensdorff-Pouilly, Alexander von (1813–1871), österreichischer Adliger, Offizier und PolitikerAlexander von Mensdorff-Pouilly (1813–1871)

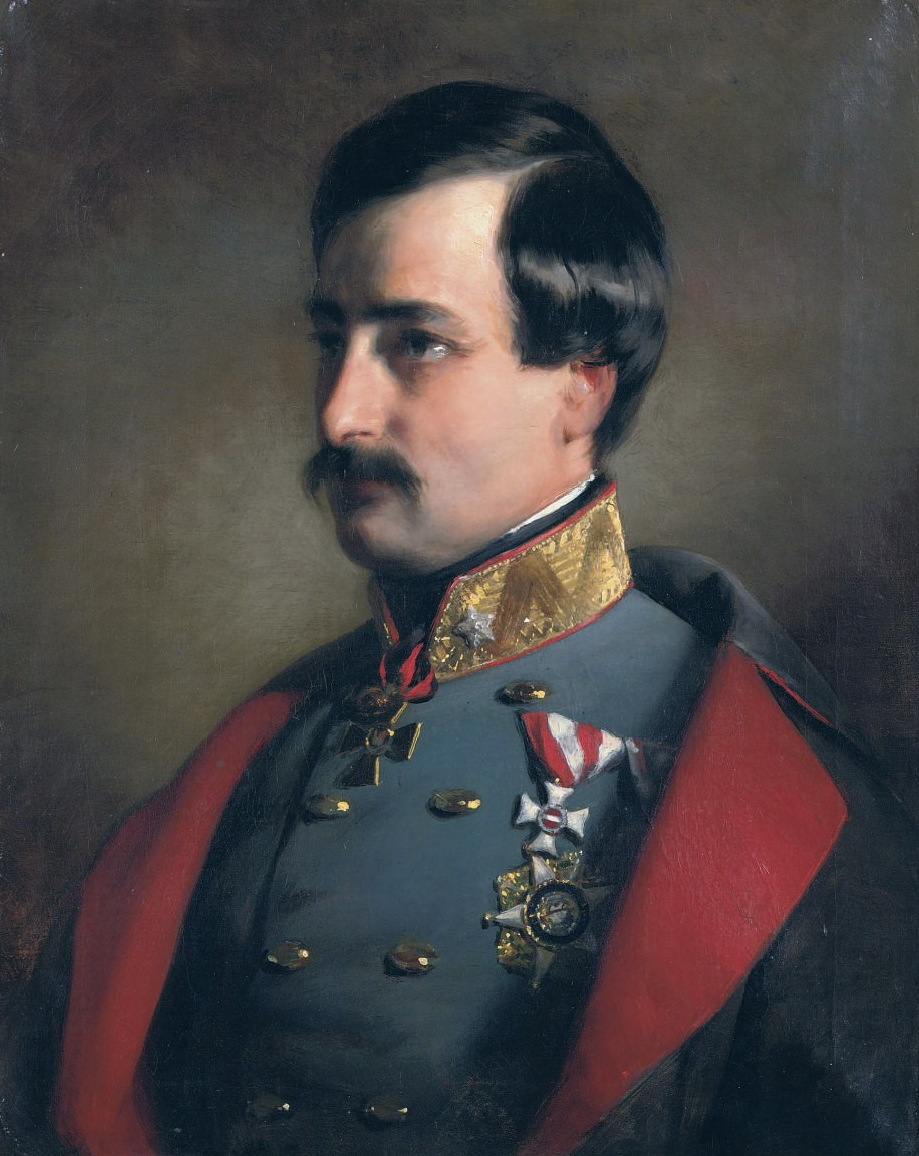
Alexander von Mensdorff-Pouilly (1813–1871)

- Mensdorff-Pouilly, Alfons (* 1953), österreichisches Großgrundbesitzer und Lobbyist
- Mensdorff-Pouilly, Emmanuel von (1777–1852), österreichischer Feldmarschall-Lieutenant, Vizegouverneur der Festung Mainz, sowie Ehrenbürger der Stadt Mainz
- Mensdorff-Pouilly-Dietrichstein, Albert von (1861–1945), österreichisch-ungarischer Diplomat und Politiker

### Mense
- Mense, Carl Anton (1861–1938), deutscher Tropenmediziner und Forschungsreisender
- Mense, Carlo (1886–1965), deutscher Maler des Rheinischen Expressionismus und der Neuen Sachlichkeit
- Mense, Ulrich (1927–2003), deutscher Regattasegler
- Mense, Wilhelm (* 1957), deutscher Fußballspieler
- Menseguez, Juan Carlos (* 1984), argentinischer Fußballspieler
- Mensendieck, Bess (1864–1957), amerikanische Ärztin und Physiotherapeutin
- Mensenkampff, Ernst Eduard von (1896–1945), baltischer Journalist, Referent beim Reichskommissariat Ostland und Landesrat
- Mensenkampff, Gotthard Bogdan von (1806–1878), russischer Generalleutnant
- Menser, Karl (1872–1929), deutscher Bildhauer und akademischer Zeichenlehrer
- Menses, Arno, niederländischer Musiker

### Mensh
- Menshausen-Labriola, Frieda (1861–1939), deutsche Malerin

### Mensi
- Menšík, Jakub (* 2005), tschechischer Tennisspieler
- Menšík, Vladimír (1929–1988), tschechoslowakischer Film-, Theater- und FernsehschauspielerVladimír Menšík (1929–1988)

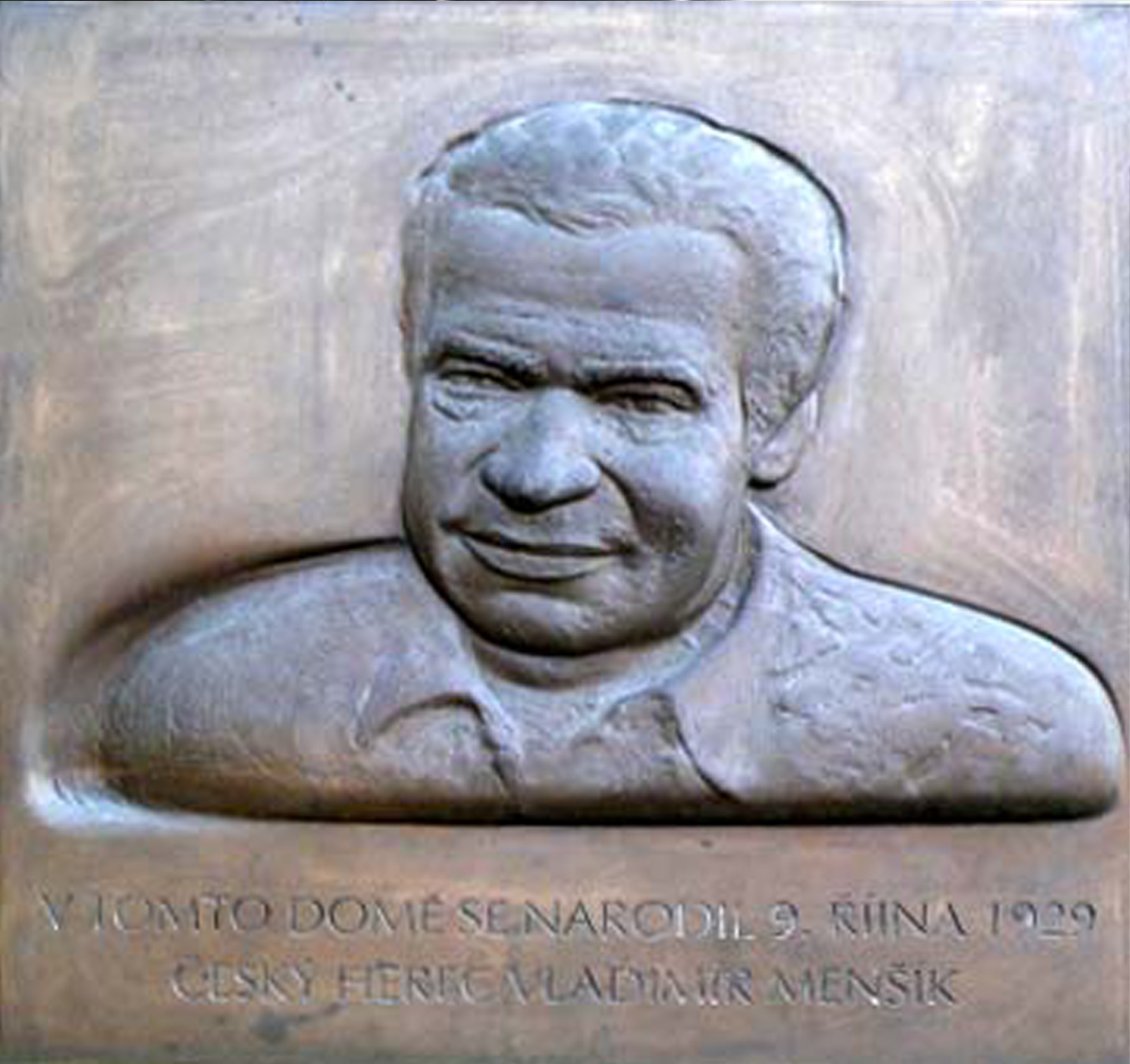
Vladimír Menšík (1929–1988)

- Mensing, Aaron (* 1997), deutsch-dänischer Handballspieler
- Mensing, Adolf (1845–1929), preußischer Seeoffizier und Hydrograph
- Mensing, Andreas Stephan (1796–1864), Kaufmann und Politiker der Freien Stadt Frankfurt
- Mensing, Barbara (* 1960), deutsche Bogenschützin
- Mensing, Bernhard († 1567), deutscher Rhetoriker und Logiker
- Mensing, Fritz (1895–1978), deutscher Politiker (WP, CDU), MdB
- Mensing, Hans Peter (* 1942), deutscher Historiker
- Mensing, Hermann (* 1949), deutscher Schriftsteller
- Mensing, Jenny (* 1986), deutsche Schwimmerin
- Mensing, Johann Conrad Wilhelm (1765–1837), deutscher Offizier
- Mensing, Karl (1876–1953), deutscher Jurist
- Mensing, Kolja (* 1971), deutscher Schriftsteller
- Mensing, Lucy (1901–1995), deutsche Physikerin
- Mensing, Max (1886–1945), deutscher Refrainsänger und Schauspieler
- Mensing, Michelle (* 1993), deutsche Handballspielerin sowie Trainerin
- Mensing, Otto (1868–1939), deutscher Sprachforscher, Schauspieler, Regisseur und Hörspielsprecher
- Mensing, Simon (* 1982), deutsch-englischer Fußballspieler
- Mensing-Braun, Wilhelm (1899–1967), österreichischer evangelisch-lutherischer Theologe
- Mensinga, Johannes (1809–1898), holländischer Prediger
- Mensinga, Wilhelm (1836–1910), deutscher Arzt
- Mensinger, Martin (* 1967), deutscher Bauingenieur und Hochschullehrer
- Mensink, Friedel (1949–1997), deutscher Fußballspieler

### Mensk
- Menskes, Johannes (1927–2021), deutscher Chorleiter und Komponist

### Mensm
- Mensmann, Bernd (* 1940), deutscher Leichtathlet

### Menso
- Menso von Bekehusen, Domdechant und Domherr in Münster
- Mensonides, Wieger (* 1938), niederländischer Schwimmer

### Menss
- Mensshengen, Ferdinand von (1801–1885), österreichischer Diplomat